# آدام نیوبولد
آدام نیوبولد (انگلیسی: Adam Newbold؛ زادهٔ ۱۶ نوامبر ۱۹۸۹) بازیکن فوتبال اهل بریتانیا است.
از باشگاه‌هایی که در آن بازی کرده‌است می‌توان به باشگاه فوتبال ناتینگهام فارست، باشگاه فوتبال تاموورث، باشگاه فوتبال استالی‌بریج سلتیک، و باشگاه فوتبال هاکنال تاون اشاره کرد.